# Jess Bush
Jess Bush (Brisbane, 26 maart 1992) is een Australische actrice, model en beeldend kunstenares.

## Biografie
Jessica Bush werd geboren in Brisbane op 26 maart 1992. Oorspronkelijk was ze van haar kindertijd tot halverwege de twintig beeldend kunstenares. Ze ontwerpt ook sierraden en sommige van haar stukken zijn te zien in Strange New Worlds. Op 19-jarige leeftijd nam ze deel aan Australia's Next Top Model, waarna een modellencarrière volgde. 
Haar acteercarrière startte in 2017 met een gastrol in de Australische soapserie Home and Away. Begin jaren 2020 stond ze op het punt te stoppen met acteren, voordat ze de rol bemachtigde van Christine Chapel in Star Trek: Strange New Worlds. In een interview met The Daily Beast uit 2023 over haar vertolking van een biseksueel personage in Strange New Worlds vertelde ze zonder aarzelen dat ze queer is.

## Filmografie
- MusicBrainz: 90a64769-cc03-43bd-ad34-7111cc8a7e98